# Chunsa Film Art Awards
O Chunsa Film Art Awards (também conhecido como Icheon Chunsa Film Festival) é uma cerimônia de premiação apresentada na Coreia do Sul, fundada pela Sociedade de Diretores de Cinema da Coreia em 1990.  Essa cerimônia leva o pseudônimo do primeiro ator e cineasta da era do cinema mudo coreano, Na Woon-gyu.   Atualmente os prêmios são concedidos nas categorias: Melhor Filme, Melhor Diretor, Melhor Ator, Melhor Atriz, Melhor Ator Coadjuvante, Melhor Atriz Coadjuvante, Melhor Diretor Revelação, Melhor Ator Revelação, Melhor Atriz Revelação, Melhor Roteiro, Melhor Fotografia, Melhor Música/Trilha Sonora, Melhor Iluminação, Prêmio de Melhor Edição, Melhor Direção Artística e Prêmio Técnico.
*Nota: a lista abaixo é referenciada.  

## Melhor Filme
| Edição        | Ano  | Filme                 | Diretor         |
| ------------- | ---- | --------------------- | --------------- |
| 1a            | 1990 | Black Republic        | Park Kwang-su   |
| 2a            | 1991 | Death Song            | Kim Ho-sun      |
| 3a            | 1992 | Our Twisted Hero      | Park Jong-won   |
| 4a            | 1993 | Sopyonje              | Im Kwon-taek    |
| 5ª            | 1994 | The Taebaek Mountains | Im Kwon-taek    |
| 6a            | 1995 | A Single Spark        | Park Kwang-su   |
| 7a            | 1999 | Spring in My Hometown | Lee Kwang-mo    |
| 8a            | 2000 | Joint Security Area   | Park Chan-wook  |
| 9a            | 2001 | Friend                | Kwak Kyung-taek |
| 10a           | 2002 | Oasis                 | Lee Chang Dong  |
| 11a           | 2003 | Memories of Murder    | Bong Joon-ho    |
| 12a           | 2004 | When I Turned Nine    | Yun In-ho       |
| 13a           | 2005 | Blood Rain            | Kim Dae-seung   |
| 14a           | 2006 | Hanbando              | Kang Woo-suk    |
| 15a           | 2007 | Once in a Summer      | Joh Keun-shik   |
| 16a           | 2008 | Crossing              | Kim Tae-kyun    |
| 17a           | 2009 | Take Off              | Kim Yong-hwa    |
| 18a           | 2010 | Moss                  | Kang Woo-suk    |
| Descontinuado |      |                       |                 |

## Melhor Diretor
| Edição | Ano  | Diretor         | Filme                                |
| ------ | ---- | --------------- | ------------------------------------ |
| 1a     | 1990 | Chung Ji-young  | North Korean Partisan in South Korea |
| 2a     | 1991 | Im Kwon-taek    | Fly High Run Far                     |
| 3a     | 1992 | Chung Ji-young  | White Badge                          |
| 4a     | 1993 | Im Kwon-taek    | Sopyonje                             |
| 5ª     | 1994 | Uhm Jong-sun    | Manmubang                            |
| 6a     | 1995 | Park Kwang-su   | A Single Spark                       |
| 7a     | 1999 | Park Chul-soo   | Kazoku Cinema                        |
| 8a     | 2000 | Park Chan-wook  | Joint Security Area                  |
| 9a     | 2001 | Kwak Kyung-taek | Friend                               |
| 10a    | 2002 | Lee Chang-dong  | Oasis                                |
| 11a    | 2003 | Bong Joon-ho    | Memories of Murder                   |
| 12a    | 2004 | Yun In-ho       | When I Turned Nine                   |
| 13a    | 2005 | Kim Dae-seung   | Blood Rain                           |
| 14a    | 2006 | Kang Woo-suk    | Hanbando                             |
| 15a    | 2007 | Joh Keun-shik   | Once in a Summer                     |
| 16a    | 2008 | Kim Tae-kyun    | Crossing                             |
| 17a    | 2009 | Park Chan-wook  | Thirst                               |
| 18a    | 2010 | Kang Woo-suk    | Moss                                 |
| 19a    | 2014 | —               | —                                    |
| 20a    | 2015 | Kim Seong-hun   | A Hard Day                           |
| 21a    | 2016 | Choi Dong-hoon  | Assassination                        |
| 22a    | 2017 | Na Hong-jin     | The Wailing                          |
| 23a    | 2018 | Hwang Dong-hyuk | The Fortress                         |
| 24a    | 2019 | Bong Joon-ho    | Parasite                             |
| 25a    | 2020 | Won Shin-yun    | The Battle: Roar to Victory          |
| 26a    | 2021 | Jo Sung-hee     | Space Sweepers                       |
| 27a    | 2022 | Park Chan-wook  | Decision to Leave                    |

## Melhor Ator
| Edição | Ano  | Ator                      | Filme                                |
| ------ | ---- | ------------------------- | ------------------------------------ |
| 1a     | 1990 | Ahn Sung-ki               | North Korean Partisan in South Korea |
| 2a     | 1991 | Lee Deok-hwa              | Fly High Run Far                     |
| 3a     | 1992 | Moon Sung-keun            | Road to the Racetrack                |
| 4a     | 1993 | Lee Deok-hwa              | I Will Survive                       |
| 5ª     | 1994 | Jang Dong-hwi             | Manmubang                            |
| 6a     | 1995 | Hong Kyung-in             | A Single Spark                       |
| 7a     | 1999 | Park Shin-yang            | A Promise                            |
| 8a     | 2000 | Sol Kyung-gu              | Peppermint Candy                     |
| 9a     | 2001 | Yu Oh-seong               | Friend                               |
| 10a    | 2002 | Sol Kyung-gu              | Oasis                                |
| 11a    | 2003 | Song Kang-ho              | Memories of Murder                   |
| 12a    | 2004 | Choi Min-sik              | Oldboy                               |
| 13a    | 2005 | Lee Byung-hun             | A Bittersweet Life                   |
| 14a    | 2006 | Kam Woo-sung              | King and the Clown                   |
| 15a    | 2007 | Cha Seung-won             | My Son                               |
| 16a    | 2008 | Kim Yoon-seok Ha Jung-woo | The Chaser                           |
| 17a    | 2009 | Song Kang-ho              | Thirst                               |
| 18a    | 2010 | Sol Kyung-gu              | No Mercy                             |
| 19a    | 2014 | Song Kang-ho              | The Attorney                         |
| 20a    | 2015 | Ha Jung-woo               | Kundo: Age of the Rampant            |
| 21a    | 2016 | Yoo Ah-in                 | The Throne                           |
| 22a    | 2017 | Ha Jung-woo               | The Tunnel                           |
| 23a    | 2018 | Jung Woo-sung             | Steel Rain                           |
| 24a    | 2019 | Ju Ji-hoon                | Dark Figure of Crime                 |
| 25a    | 2020 | Lee Byung-hun             | The Man Standing Next                |
| 26a    | 2021 | Song Joong-ki             | Space Sweepers                       |
| 27a    | 2022 | Park Hae-il               | Decision to Leave                    |

## Melhor Atriz
| Edição | Ano  | Atriz                            | Filme                    |
| ------ | ---- | -------------------------------- | ------------------------ |
| 1a     | 1990 | Shim Hye-jin                     | Black Republic           |
| 2a     | 1991 | Chang Mi-hee                     | Death Song               |
| 3a     | 1992 | Kang Soo-yeon                    | Road to the Racetrack    |
| 4a     | 1993 | Oh Jung-hae                      | Sopyonje                 |
| 5ª     | 1994 | Shim Hye-jin                     | Out to the World         |
| 6a     | 1995 | Bang Eun-jin                     | 301, 302                 |
| 7a     | 1999 | Lee Mi-sook                      | An Affair                |
| 8a     | 2000 | Jeon Do-yeon                     | Happy End                |
| 9a     | 2001 | Bae Doona Lee Yo-won Ok Ji-young | Take Care of My Cat      |
| 10a    | 2002 | Moon So-ri                       | Oasis                    |
| 11a    | 2003 | Moon So-ri                       | A Good Lawyer's Wife     |
| 12a    | 2004 | Kim Hye-soo                      | Hypnotized               |
| 12a    | 2004 | Lee Na-young                     | Someone Special          |
| 13a    | 2005 | Jeon Do-yeon                     | You Are My Sunshine      |
| 14a    | 2006 | Kim Hye-soo                      | Tazza: The High Rollers  |
| 15a    | 2007 | Kim Ah-joong                     | 200 Pounds Beauty        |
| 16a    | 2008 | Lee Mi-yeon                      | Love Exposure            |
| 17a    | 2009 | Shin Min-ah                      | Go Go 70s                |
| 18a    | 2010 | Uhm Jung-hwa                     | Bestseller               |
| 19a    | 2014 | Shim Eun-kyung                   | Miss Granny              |
| 20a    | 2015 | Bae Doona                        | A Girl at My Door        |
| 21a    | 2016 | Kim Hye-soo                      | Coin Locker Girl         |
| 22a    | 2017 | Son Ye-jin                       | The Truth Beneath        |
| 23a    | 2018 | Kim Ok-vin                       | The Villainess           |
| 24a    | 2019 | Cho Yeo-jeong                    | Parasite                 |
| 25a    | 2020 | Lee Young-ae                     | Bring Me Home            |
| 26a    | 2021 | Jeon Do-yeon                     | Beasts Clawing at Straws |
| 27a    | 2022 | Tang Wei                         | Decision to Leave        |

## Melhor Ator Coadjuvante
| Edição | Ano  | Ator                      | Filme                               |
| ------ | ---- | ------------------------- | ----------------------------------- |
| 1a     | 1990 | —                         | —                                   |
| 2a     | 1991 | Lee Geung-young           | Silver Stallion                     |
| 3a     | 1992 | Lee Geung-young           | White Badge                         |
| 3a     | 1992 | Hong Kyung-in Go Jeong-il | Our Twisted Hero                    |
| 4a     | 1993 | Lee Il-woong              | I Will Survive                      |
| 5a     | 1994 | Lee Geung-young           | Out to the World                    |
| 6a     | 1995 | Lee Hae-ryong             | Mugoonghwa - Korean National Flower |
| 7a     | 1999 | —                         | —                                   |
| 8a     | 2000 | Shin Ha-kyun              | Joint Security Area                 |
| 9a     | 2001 | —                         | —                                   |
| 10a    | 2002 | Kang Shin-il              | Public Enemy                        |
| 11a    | 2003 | Park No-shik              | Memories of Murder                  |
| 12a    | 2004 | Jung Doo-hong             | Fighter in the Wind                 |
| 13a    | 2005 | Park Yong-woo             | Blood Rain                          |
| 14a    | 2006 | Lee Beom-soo              | The City of Violence                |
| 14a    | 2006 | Jang Hang-sun             | King and the Clown                  |
| 15a    | 2007 | Oh Dal-su                 | Once in a Summer                    |
| 15a    | 2007 | Jo Han-sun                | Cruel Winter Blues                  |
| 16a    | 2008 | Kim Yeong-cheol           | My Father                           |
| 17a    | 2009 | Sung Dong-il              | Take Off                            |
| 17a    | 2009 | Park Hee-soon             | The Scam                            |
| 18a    | 2010 | Ko Chang-seok             | A Barefoot Dream                    |
| 18a    | 2010 | Yoo Jun-sang              | Moss                                |
| 19a    | 2014 | —                         | —                                   |
| 20a    | 2015 | —                         | —                                   |
| 21a    | 2016 | Cho Jin-woong             | Assassination                       |
| 22a    | 2017 | Park Jung-min             | Dongju: The Portrait of a Poet      |
| 23a    | 2018 | Kim Dong-wook             | Along with the Gods: The Two Worlds |
| 24a    | 2019 | Steven Yeun               | Burning                             |
| 25a    | 2020 | Lee Sung-min              | The Man Standing Next               |
| 26a    | 2021 | Park Jeong-min            | Deliver Us from Evil                |

## Melhor Atriz Coadjuvante
| Edição | Ano  | Atriz           | Filme                                           |
| ------ | ---- | --------------- | ----------------------------------------------- |
| 1a     | 1990 | —               | —                                               |
| 2a     | 1991 | Kim Bo-yeon     | Silver Stallion                                 |
| 3a     | 1992 | Kim Bo-yeon     | Road to the Racetrack                           |
| 4a     | 1993 | Moon Mi-bong    | When Adam Opens His Eyes                        |
| 5ª     | 1994 | Jung Kyung-soon | The Taebaek Mountains                           |
| 6a     | 1995 | Kim Bo-yeon     | A Hot Roof                                      |
| 7a     | 1999 | —               | —                                               |
| 8a     | 2000 | Kim Sung-nyeo   | Chunhyang                                       |
| 9a     | 2001 | —               | —                                               |
| 10a    | 2002 | Ye Ji-won       | On the Occasion of Remembering the Turning Gate |
| 11a    | 2003 | Song Yun-ah     | Jail Breakers                                   |
| 12a    | 2004 | Go Doo-shim     | My Mother, the Mermaid                          |
| 13a    | 2005 | Oh Mi-hee       | All for Love                                    |
| 14a    | 2006 | Kim Soo-mi      | Barefoot Ki-bong                                |
| 15a    | 2007 | Uhm Ji-won      | Traces of Love                                  |
| 16a    | 2008 | Kim Ji-young    | Forever the Moment                              |
| 17a    | 2009 | Kim Hae-sook    | Thirst                                          |
| 17a    | 2009 | Lee Hye-sook    | Take Off                                        |
| 18a    | 2010 | Youn Yuh-jung   | The Housemaid                                   |
| 19a    | 2014 | —               | —                                               |
| 20a    | 2015 | —               | —                                               |
| 21a    | 2016 | Uhm Ji-won      | The Silenced                                    |
| 22a    | 2017 | Yoo In-young    | Misbehavior                                     |
| 23a    | 2018 | Kim Sun-young   | Communication & Lies                            |
| 24a    | 2019 | Lee Jung-eun    | Parasite                                        |
| 25a    | 2020 | Kim Mi-kyung    | Kim Ji-young: Born 1982                         |
| 26a    | 2021 | Bae Jong-ok     | Innocence                                       |

## Melhor Diretor Revelação
| Edição | Ano  | Diretor          | Filme                                        |
| ------ | ---- | ---------------- | -------------------------------------------- |
| 1a     | 1990 | Hwang Qu-duk     | Our Class Accepts Anyone Regardless of Grade |
| 2a     | 1991 | Lee Myung-se     | My Love, My Bride                            |
| 2a     | 1991 | Won Jung-soo     | Lost Love                                    |
| 3a     | 1992 | Kim Ui-seok      | Marriage Story                               |
| 4a     | 1993 | Lee Hyun-seung   | The Blue in You                              |
| 5ª     | 1994 | Kim Hong-joon    | Rosy Life                                    |
| 6a     | 1995 | Lee Min-yong     | A Hot Roof                                   |
| 7a     | 1999 | Lee Jeong-hyang  | Art Museum by the Zoo                        |
| 8a     | 2000 | Kim Jung-kwon    | Ditto                                        |
| 8a     | 2000 | Kim Ki-young     | Truth Game                                   |
| 9a     | 2001 | —                | —                                            |
| 10a    | 2002 | Kim Hyun-seok    | YMCA Baseball Team                           |
| 11a    | 2003 | Jang Joon-hwan   | Save the Green Planet!                       |
| 12a    | 2004 | Kim Hak-soon     | Rewind                                       |
| 13a    | 2005 | Jeong Yoon-cheol | Marathon                                     |
| 14a    | 2006 | Lee Hwan-kyung   | Lump Sugar                                   |
| 15a    | 2007 | Lee Jeong-beom   | Cruel Winter Blues                           |
| 16a    | 2008 | Na Hong-jin      | The Chaser                                   |
| 17a    | 2009 | Park Geun-yong   | Lifting King Kong                            |
| 18a    | 2010 | Kang Dae-kyu     | Harmony                                      |
| 19a    | 2014 | Yang Woo-suk     | The Attorney                                 |
| 20a    | 2015 | Woo Moon-gi      | The King of Jokgu                            |
| 21a    | 2016 | Hong Seok-jae    | Socialphobia                                 |
| 22a    | 2017 | Kim Jin-hwang    | The Boys Who Cried Wolf                      |
| 23a    | 2018 | Kang Yoon-sung   | The Outlaws                                  |
| 24a    | 2019 | Kim Tae-gyun     | Dark Figure of Crime                         |
| 25a    | 2020 | Kim Do-young     | Kim Ji-young: Born 1982                      |

## Melhor Ator Revelação
| Edição | Ano  | Ator           | Filme                                           |
| ------ | ---- | -------------- | ----------------------------------------------- |
| 1a     | 1990 | Moon Sung-keun | Black Republic                                  |
| 2a     | 1991 | Choi Jin-young | Beyond the Mountain                             |
| 3a     | 1992 | Kim Yong-il    | A Surrogate Father                              |
| 4a     | 1993 | Kim Kyu-chul   | Seopyeonje                                      |
| 5a     | 1994 | Kim Kap-soo    | The Taebaek Mountains                           |
| 6a     | 1995 | Han Suk-kyu    | Doctor Bong                                     |
| 6a     | 1995 | Lee Byung-hun  | Who Drives Me Mad?                              |
| 7a     | 1999 | Lee Sung-jae   | Art Museum by the Zoo                           |
| 8a     | 2000 | Yoo Ji-tae     | Ditto                                           |
| 9a     | 2001 | —              | —                                               |
| 10a    | 2002 | Kim Sang-kyung | On the Occasion of Remembering the Turning Gate |
| 11a    | 2003 | Park Hae-il    | Jealousy Is My Middle Name                      |
| 12a    | 2004 | Won Bin        | Taegukgi                                        |
| 13a    | 2005 | Jin Tae-hyun   | All for Love                                    |
| 14a    | 2006 | Uhm Tae-woong  | Family Ties                                     |
| 15a    | 2007 | Jung Kyung-ho  | Herb                                            |
| 16a    | 2008 | Daniel Henney  | My Father                                       |
| 17a    | 2009 | Song Chang-eui | Once Upon a Time in Seoul                       |
| 17a    | 2009 | Cha Seung-woo  | Go Go 70s                                       |
| 18a    | 2010 | Cho Jin-woong  | Bestseller                                      |
| 18a    | 2010 | Choi Jae-woong | The Sword with No Name                          |
| 19a    | 2014 | —              | —                                               |
| 20a    | 2015 | —              | —                                               |
| 21a    | 2016 | Kang Ha-neul   | Twenty                                          |
| 22a    | 2017 | Koo Kyo-hwan   | Beaten Black and Blue                           |
| 23a    | 2018 | Oh Seung-hoon  | Method                                          |
| 24a    | 2019 | Gong Myung     | Extreme Job                                     |
| 25a    | 2020 | Park Hae-soo   | By Quantum Physics: A Nightlife Venture         |

## Melhor Atriz Revelação
| Edição | Ano  | Atriz           | Filme                                |
| ------ | ---- | --------------- | ------------------------------------ |
| 1a     | 1990 | Choi Jin-sil    | North Korean Partisan in South Korea |
| 2a     | 1991 | Kim Geum-yong   | Beyond the Mountain                  |
| 2a     | 1991 | Kim Sung-ryung  | Who Saw the Dragon's Claws?          |
| 3a     | 1992 | Oh Yeon-soo     | Women Upstairs, Men Downstairs       |
| 4a     | 1993 | Park Sun-young  | The Man With Breasts                 |
| 4a     | 1993 | Lee Yoon-sung   | When Adam Opens His Eyes             |
| 5a     | 1994 | Jung Sun-kyung  | To You, From Me                      |
| 6a     | 1995 | Lee Ji-eun      | My Dear Keum-hong                    |
| 7a     | 1999 | Kim Gyu-ri      | Whispering Corridors                 |
| 7a     | 1999 | Kim Yeo-jin     | Girls' Night Out                     |
| 8a     | 2000 | Lee Ji-hyun     | La Belle                             |
| 9a     | 2001 | —               | —                                    |
| 10a    | 2002 | Seo Won         | Bad Guy                              |
| 11a    | 2003 | Hwang Jung-min  | Save the Green Planet!               |
| 12a    | 2004 | Moon Geun-young | My Little Bride                      |
| 13a    | 2005 | Seo Young-hee   | All for Love                         |
| 14a    | 2006 | Lee Bo-young    | A Dirty Carnival                     |
| 15a    | 2007 | Lee Se-eun      | Once in a Summer                     |
| 16a    | 2008 | Lee Hwa-seon    | Sex Is Zero 2                        |
| 16a    | 2008 | Jo Eun-ji       | Forever the Moment                   |
| 17a    | 2009 | Jo An           | Lifting King Kong                    |
| 18a    | 2010 | Kang Ye-won     | Harmony                              |
| 19a    | 2014 | —               | —                                    |
| 20a    | 2015 | —               | —                                    |
| 21a    | 2016 | Park So-dam     | The Priests                          |
| 22a    | 2017 | Lee Sang-hee    | Our Love Story                       |
| 23a    | 2018 | Choi Hee-seo    | Anarchist from Colony                |
| 24a    | 2019 | Jeon Yeo-been   | After My Death                       |
| 24a    | 2019 | Jin Ki-joo      | Little Forest                        |
| 25a    | 2020 | Choi Sung-eun   | Start-Up                             |
| 26a    | 2021 | —               | —                                    |
| 27a    | 2022 | Lee Ji-eun      | Broker                               |

## Melhor Jovem Ator/Atriz
| Edição        | Ano  | Ator/Atriz                                        | Filme              |
| ------------- | ---- | ------------------------------------------------- | ------------------ |
| 4a            | 1993 | Oh Tae-kyung                                      | Hwa-Om-Kyung       |
| 5a            | 1994 | —                                                 | —                  |
| 6a            | 1995 | —                                                 | —                  |
| 7a            | 1996 | —                                                 | —                  |
| 8a            | 1997 | —                                                 | —                  |
| 9a            | 1998 | —                                                 | —                  |
| 10a           | 1999 | —                                                 | —                  |
| 11a           | 2003 | —                                                 | —                  |
| 12a           | 2004 | Lee Se-young, Kim Seok, Na Ah-hyun, Kim Myung-jae | When I Turned Nine |
| 13a           | 2005 | Lee Jae-eung                                      | Bravo, My Life     |
| 14a           | 2006 | —                                                 | —                  |
| 15a           | 2007 | —                                                 | —                  |
| 16a           | 2008 | Shin Myeong-cheol                                 | Crossing           |
| 17a           | 2009 | Wang Seok-hyeon                                   | Scandal Makers     |
| Descontinuado |      |                                                   |                    |

## Melhor Roteiro
| Edição | Ano  | Roteirista                                  | Filme                 |
| ------ | ---- | ------------------------------------------- | --------------------- |
| 1a     | 1990 | Yun Dae-seong                               | Black Republic        |
| 2a     | 1991 | [Original] Im Yu-sun                        | Death Song            |
| 2a     | 1991 | [Adaptado] Jang Kil-su                      | Silver Stallion       |
| 3a     | 1992 | [Original] Park Heon-su                     | Marriage Story        |
| 3a     | 1992 | [Adaptado] Park Jong-won, Jang Hyun-soo     | Our Twisted Hero      |
| 4a     | 1993 | Moon Sang-hoon                              | Mother's Field        |
| 5ª     | 1994 | Jang Hyun-soo, Kang Je-gyu                  | The Rules of the Game |
| 6a     | 1995 | Lee Kyung-sik                               | A Hot Roof            |
| 7a     | 1999 | Lee Jeong-hyang                             | Art Museum by the Zoo |
| 8a     | 2000 | Lee Chang-dong                              | Peppermint Candy      |
| 9a     | 2001 | Yim Soon-rye                                | Waikiki Brothers      |
| 10a    | 2002 | Lee Chang-dong                              | Oasis                 |
| 11a    | 2003 | Bong Joon-ho, Shim Sung-bo                  | Memories of Murder    |
| 12a    | 2004 | Lee Man-hee                                 | When I Turned Nine    |
| 13a    | 2005 | Yu Seong-hyeop, Min Kyu-dong                | All for Love          |
| 14a    | 2006 | Jang Min-seok, Park Eun-yeong               | Maundy Thursday       |
| 15a    | 2007 | Jang Min-seok                               | Traces of Love        |
| 16a    | 2008 | Lee Yu-jin                                  | Crossing              |
| 16a    | 2008 | Na Hong-jin, Lee Shin-ho, Hong Won-chan     | The Chaser            |
| 17a    | 2009 | Lee Hae-jun                                 | Castaway on the Moon  |
| 18a    | 2010 | Yoon Jae-goo                                | Secret                |
| 19a    | 2014 | Shin Dong-ik, Hong Yun-jeong, Dong Hee-seon | Miss Granny           |
| 20a    | 2015 | Park Su-jin                                 | Ode to My Father      |
| 21a    | 2016 | Cho Chul-hyun                               | The Throne            |
| 22a    | 2017 | Lee Kyoung-mi                               | The Truth Beneath     |
| 23a    | 2018 | Shin Yeon-shick                             | Romans 8:37           |
| 24a    | 2019 | Bong Joon-ho Han Jin-won                    | Parasite              |

## Melhor Fotografia
| Edição        | Ano  | Diretor de Fotografia         | Filme                                |
| ------------- | ---- | ----------------------------- | ------------------------------------ |
| 1a            | 1990 | Yoo Young-gil                 | North Korean Partisan in South Korea |
| 2a            | 1991 | Lee Seong-chun                | Death Song                           |
| 3a            | 1992 | Park Seung-bae                | Walking All the Way to Heaven        |
| 4a            | 1993 | Yoo Young-gil                 | Hwa-Om-Kyung                         |
| 5ª            | 1994 | Jung Il-sung                  | The Taebaek Mountains                |
| 6a            | 1995 | Yoo Young-gil                 | A Single Spark                       |
| 7a            | 1999 | Jeon Jo-myeong                | A Promise                            |
| 8a            | 2000 | Jung Il-sung                  | Chunhyang                            |
| 9a            | 2001 | Seo Jeong-min                 | Libera Me                            |
| 10a           | 2002 | Park Hyun-cheol               | YMCA Baseball Team                   |
| 11a           | 2003 | Kim Hyung-koo                 | Memories of Murder                   |
| 12a           | 2004 | Chung Chung-hoon              | Oldboy                               |
| 13a           | 2005 | Choi Young-hwan               | Blood Rain                           |
| 14a           | 2006 | Yun Hong-shik                 | Blue Swallow                         |
| 15a           | 2007 | Park Hyun-cheol               | 200 Pounds Beauty                    |
| 16a           | 2008 | Jung Han-cheol                | Crossing                             |
| 17a           | 2009 | Park Hee-ju                   | Portrait of a Beauty                 |
| 18a           | 2010 | Kim Seong-bok, Kim Yong-heung | Moss                                 |
| Descontinuado |      |                               |                                      |

## Melhor Iluminação
| Edição        | Ano  | Designer de Iluminação | Filme                         |
| ------------- | ---- | ---------------------- | ----------------------------- |
| 1a            | 1990 | —                      | —                             |
| 2a            | 1991 | Im Jae-young           | Death Song                    |
| 3a            | 1992 | Kim Kang-il            | Walking All the Way to Heaven |
| 4a            | 1993 | Kim Dong-ho            | Hwa-Om-Kyung                  |
| 5ª            | 1994 | Lee Min-bu             | The Taebaek Mountains         |
| 6a            | 1995 | Kim Dong-hoo           | A Single Spark                |
| 7a            | 1999 | Lee Ju-saeng           | A Promise                     |
| 8a            | 2000 | Lee Min-bu             | Chunhyang                     |
| 8a            | 2000 | Im Jae-young           | Joint Security Area           |
| 9a            | 2001 | Lee Seung-gu           | The Last Witness              |
| 10a           | 2002 | —                      | —                             |
| 11a           | 2003 | Park Hyun-won          | The Classic                   |
| 12a           | 2004 | Ji Gil-soo             | Fighter in the Wind           |
| 13a           | 2005 | Kim Sung-kwan          | Blood Rain                    |
| 14a           | 2006 | Lee Kang-san           | The Host                      |
| 15a           | 2007 | Im Jae-young           | Hwang Jin-yi                  |
| 16a           | 2008 | Park Se-mun            | Shadows in the Palace         |
| 17a           | 2009 | Park Hyun-won          | Thirst                        |
| 18a           | 2010 | Kang Dae-hee           | Moss                          |
| Descontinuado |      |                        |                               |

## Melhor Edição
| Edição        | Ano  | Editor         | Filme                   |
| ------------- | ---- | -------------- | ----------------------- |
| 1a            | 1990 | Kim Hyeon      | Black Republic          |
| 2a            | 1991 | Yeo Dong-chun  | Death Song              |
| 3a            | 1992 | Lee Kyeong-ja  | Our Twisted Hero        |
| 4a            | 1993 | —              | —                       |
| 5ª            | 1994 | —              | —                       |
| 6a            | 1995 | —              | —                       |
| 7a            | 1999 | —              | —                       |
| 8a            | 2000 | —              | —                       |
| 9a            | 2001 | —              | —                       |
| 10a           | 2002 | —              | —                       |
| 11a           | 2003 | Kim Sun-min    | Memories of Murder      |
| 12a           | 2004 | Kim Sang-bum   | Oldboy                  |
| 13a           | 2005 | Kim Sang-bum   | Blood Rain              |
| 14a           | 2006 | Shin Min-kyung | Tazza: The High Rollers |
| 15a           | 2007 | Park Gok-ji    | 200 Pounds Beauty       |
| 16a           | 2008 | Lee Hyeon-mi   | Love Exposure           |
| 17a           | 2009 | Park Gok-ji    | Portrait of a Beauty    |
| 18a           | 2010 | Ko Im-pyo      | Moss                    |
| Descontinuado |      |                |                         |

## Melhor Direção Artística
| Edição        | Ano  | Diretor Artístico           | Filme                                      |
| ------------- | ---- | --------------------------- | ------------------------------------------ |
| 1a            | 1990 | —                           | —                                          |
| 2a            | 1991 | Jo Yong-san                 | Death Song                                 |
| 3a            | 1992 | Jo Yong-san                 | Walking All the Way to Heaven              |
| 4a            | 1993 | Kim Yoon-joon               | Sopyonje                                   |
| 5ª            | 1994 | —                           | —                                          |
| 6a            | 1995 | —                           | —                                          |
| 7a            | 1999 | —                           | —                                          |
| 8a            | 2000 | —                           | —                                          |
| 9a            | 2001 | —                           | —                                          |
| 10a           | 2002 | Kang Seung-yong             | YMCA Baseball Team                         |
| 11a           | 2003 | Oh Sang-man                 | Spring, Summer, Fall, Winter... and Spring |
| 12a           | 2004 | Yoon Joo-hoon               | Hypnotized                                 |
| 13a           | 2005 | —                           | —                                          |
| 14a           | 2006 | —                           | —                                          |
| 16a           | 2008 | Kim Hyeon-ok                | Crossing                                   |
| 17a           | 2009 | Lee Ha-jun                  | Portrait of a Beauty                       |
| 18a           | 2010 | Yang Hok-sam, Jang Seok-jin | Bestseller                                 |
| Descontinuado |      |                             |                                            |

## Melhor Música/Trilha Sonora
| Edição        | Ano  | Compositor                     | Filme                                |
| ------------- | ---- | ------------------------------ | ------------------------------------ |
| 1a            | 1990 | Shin Byeong-ha                 | North Korean Partisan in South Korea |
| 2a            | 1991 | Shin Byeong-ha                 | Fly High Run Far                     |
| 3a            | 1992 | Shin Byeong-ha                 | White Badge                          |
| 4a            | 1993 | Lee Jong-gu                    | Hwa-Om-Kyung                         |
| 5ª            | 1994 | Lee Cheol-hyeok                | Manmubang                            |
| 6a            | 1995 | Kim Soo-chul                   | My Dear Keum-hong                    |
| 7a            | 1999 | Won Il                         | Spring in My Hometown                |
| 8a            | 2000 | Jo Yeong-wook                  | Joint Security Area                  |
| 9a            | 2001 | —                              | —                                    |
| 10a           | 2002 | Baik Hyun-jhin, Jang Young-gyu | Sympathy for Mr. Vengeance           |
| 11a           | 2003 | Jo Yeong-wook                  | The Classic                          |
| 12a           | 2004 | Jang Young-gyu                 | Hypnotized                           |
| 13a           | 2005 | Bang Jun-seok                  | Crying Fist                          |
| 14a           | 2006 | Lee Dong-joon                  | Lump Sugar                           |
| 15a           | 2007 | Shim Hyun-jung                 | Once in a Summer                     |
| 16a           | 2008 | Kim Tae-seong                  | Crossing                             |
| 17a           | 2009 | Kim Jun-seok                   | Lifting King Kong                    |
| 18a           | 2010 | Jo Yeong-wook                  | Moss                                 |
| Descontinuado |      |                                |                                      |

## Melhor Planejamento/Produtor
| Edição        | Ano  | Produtor                  | Filme                                      |
| ------------- | ---- | ------------------------- | ------------------------------------------ |
| 6a            | 1995 | Junjun Cinema             | 48+1                                       |
| 7a            | 1999 | Lee Kwang-mo              | Spring in My Hometown                      |
| 8a            | 2000 | Lee Tae-won               | Chunhyang                                  |
| 9a            | 2001 | Oh Ki-min                 | Take Care of My Cat                        |
| 10a           | 2002 | Myung Films               | YMCA Baseball Team                         |
| 11a           | 2003 | Lee Seung-jae             | Spring, Summer, Fall, Winter... and Spring |
| 12a           | 2004 | Kim Dong-won              | Repatriation                               |
| 13a           | 2005 | Oh Jeong-wan, Lee Yoo-jin | All for Love                               |
| 14a           | 2006 | —                         | —                                          |
| 15a           | 2007 | —                         | —                                          |
| 16a           | 2008 | —                         | —                                          |
| 17a           | 2009 | Han Gil-ro                | Lifting King Kong                          |
| 18a           | 2010 | Chung Tae-won             | 71: Into the Fire                          |
| Descontinuado |      |                           |                                            |

## Prêmio Técnico
| Edição | Ano  | Recipiente                                      | Filme                                |
| ------ | ---- | ----------------------------------------------- | ------------------------------------ |
| 1a     | 1990 | Kim Kyeong-il, Lee Young-gil                    | North Korean Partisan in South Korea |
| 2a     | 1991 | Yang Dae-ho                                     | Death Song                           |
| 3a     | 1992 | Kim Seung-ho                                    | Our Twisted Hero                     |
| 3a     | 1992 | —                                               | Come Back, Frog Boys                 |
| 4a     | 1993 | —                                               | —                                    |
| 5a     | 1994 | Kim Hyeon (edição) Kim Seon-jin (maquiagem)     | The Rules of the Game                |
| 6a     | 1995 | Hyun Dong-choon (edição)                        | 48+1                                 |
| 6a     | 1995 | Jang In-hwan (maquiagem)                        | 301, 302                             |
| 6a     | 1995 | Kim Seong-moon (efeitos especiais)              | 301, 302                             |
| 7a     | 1999 | Kim Hyeon (edição)                              | City of the Rising Sun               |
| 7a     | 1999 | Oh Sang-man (direção artística)                 | Art Museum by the Zoo                |
| 8a     | 2000 | Kim Hyeon, Oh Sang-man (direção artística)      | Joint Security Area                  |
| 8a     | 2000 | Kim Cheol-seok                                  | Nowhere to Hide                      |
| 9a     | 2001 | Kim Hyeon                                       | Musa                                 |
| 9a     | 2001 | Jeong Do-an                                     | Libera Me                            |
| 10a    | 2002 | Im Jae-young                                    | YMCA Baseball Team                   |
| 11a    | 2003 | Choi Tae-young                                  | Once Upon a Time in a Battlefield    |
| 12a    | 2004 | Kang Jong-ik                                    | Taegukgi                             |
| 13a    | 2005 | Shin Jae-ho                                     | Blood Rain                           |
| 14a    | 2006 | Kim Suk-won                                     | Hanbando                             |
| 14a    | 2006 | Jang Hwi-cheol                                  | The Host                             |
| 15a    | 2007 | Lee Seung-chul                                  | 200 Pounds Beauty                    |
| 15a    | 2007 | Jung Ku-ho                                      | Hwang Jin-yi                         |
| 16a    | 2008 | Choi Tae-young                                  | The Chaser                           |
| 17a    | 2009 | Lee Seung-chul, Lee Sang-joon (efeitos sonoros) | Take Off                             |
| 17a    | 2009 | Hong Jang-pyo, Jeong Seong-jin (imagem)         | Take Off                             |
| 18a    | 2010 | Park Joon-oh, Park Jong-geun (efeitos sonoros)  | 71: Into the Fire                    |
| 19a    | 2014 | Jeong Seong-jin                                 | Mr. Go                               |
| 20a    | 2015 | Choi Tae-young (efeitos sonoros)                | The Admiral: Roaring Currents        |
| 21a    | 2016 | Cho Yong-seok (efeitos visuais)                 | The Tiger: An Old Hunter's Tale      |
| 22a    | 2017 | Kwak Tae-yong                                   | Train to Busan                       |
| 23a    | 2018 | Kim Jee-yong                                    | The Fortress                         |
| 24a    | 2019 | Pi Dae-sung                                     | Rampant                              |
| 25a    | 2020 | Kim Young-ho (fotografia)                       | The Battle: Roar to Victory          |

## Prêmio Especial do Júri
| Edição | Ano  | Recipiente        | Filme                                 |
| ------ | ---- | ----------------- | ------------------------------------- |
| 1a     | 1990 | —                 | —                                     |
| 2a     | 1991 | —                 | On a Starry Night                     |
| 3a     | 1992 | —                 | Sir Dinosaur Marriage Story           |
| 4a     | 1993 | —                 | In the Handful of Time Mother's Field |
| 5a     | 1994 | Choi Myung-gil    | Rosy Life                             |
| 5a     | 1994 | Shin Chul         | Kumiho                                |
| 6a     | 1995 | —                 | Mugoonghwa - Korean National Flower   |
| 7a     | 1999 | —                 | —                                     |
| 8a     | 2000 | CNP Entertainment | Die Bad                               |
| 9a     | 2001 | Jeong Jae-eun     | Take Care of My Cat                   |
| 10a    | 2002 | Lee Jeong-hyang   | The Way Home                          |
| 11a    | 2003 | Kim Yoo-jin       | Wild Card                             |
| 12a    | 2004 | Kang Woo-suk      | Silmido                               |
| 12a    | 2004 | Kang Je-gyu       | Taegukgi                              |
| 12a    | 2004 | Park Chan-wook    | Oldboy                                |
| 13a    | 2005 | Min Kyu-dong      | All for Love                          |
| 14a    | 2006 | Park Joong-hoon   | Radio Star                            |
| 15a    | 2007 | Heo In-moo        | Herb                                  |
| 16a    | 2008 | Cha In-pyo        | Crossing                              |
| 17a    | 2009 | Yang Ik-june      | Breathless                            |
| 17a    | 2009 | Lee Hae-joon      | Castaway on the Moon                  |
| 18a    | 2010 | Chung Tae-won     | 71: Into the Fire                     |
| 19a    | 2014 | —                 | —                                     |
| 20a    | 2015 | Woo Moon-gi       | The King of Jokgu                     |
| 21a    | 2016 | —                 | —                                     |
| 23a    | 2018 | Kwon Soon-joong   | Flower Hands                          |

## Outros Prêmios
| Edição | Ano  | Categoria                                                            | Recipiente(s)                                                                                                 | Filme                               |
| ------ | ---- | -------------------------------------------------------------------- | --- | ----------------------------------- |
| 1a     | 1990 | Prêmio de Conquista                                                  | Yoon Bong-choon, Lee Kyu-hwan                                                                                 | —                                   |
| 2a     | 1991 | Melhor Figurino                                                      | Kim Young-joo, Ha Young-soo, Lee Hae-yoon                                                                     | Death Song                          |
| 3a     | 1992 | Melhor Figurino                                                      | Lee Kyung-hee, Shim Yoon-joo                                                                                  | Marriage Story                      |
| 4a     | 1993 | Melhores Efeitos Visuais                                             | Lee Moon-geol                                                                                                 | Mother's Field                      |
| 5a     | 1994 | Prêmio de Iniciante                                                  | Lee Jae-rak                                                                                                   | After the MidNight                  |
| 6a     | 1995 | Prêmio de Incentivo                                                  | Arirang Film                                                                                                  | Light in My Heart                   |
| 8a     | 2000 | Novo Melhor Diretor de Fotografia                                    | Hong Kyung-pyo                                                                                                | Il Mare                             |
| 8a     | 2000 | Prêmio de Conquista                                                  | Kim Han-seob                                                                                                  | —                                   |
| 8a     | 2000 | Prêmio Especial de Atuação                                           | Lee Mu-jeong                                                                                                  | Truth Game                          |
| 10a    | 2002 | Prêmio de Comemoração do 100º Aniversário do Chunsa Film Art Awards  | Im Kwon-taek (diretor) Jung Il-sung (diretor de fotografia) Lee Tae-won (presidente da Taeheung Film Studios) | —                                   |
| 11a    | 2003 | Prêmio de Conquista pelo Desenvolvimento do Cinema Coreano           | Kim Dae-jung                                                                                                  | —                                   |
| 12a    | 2004 | Prêmio de Conquista                                                  | Yang Ki-hwan (fotográfo) Ahn Sung-ki                                                                          | —                                   |
| 14a    | 2006 | Melhor Figurino                                                      | Kwon Yoo-jin                                                                                                  | Blue Swallow                        |
| 17a    | 2009 | Prêmio de Atuação em Conjunto                                        | Lee Jae-eung, Choi Jae-hwan, Ha Jung-woo, Kim Ji-seok, Kim Dong-wook                                          | Take Off                            |
| 18a    | 2010 | Prêmio Especial de Atuação                                           | Park Joong-hoon                                                                                               | My Dear Desperado                   |
| 19a    | 2014 | Prêmio Especial de Realização                                        | Kang Dae-jin (presidente da Associação Nacional de Proprietários de Teatro)                                   | —                                   |
| 20a    | 2015 | Prêmio Especial do Público para Melhor Filme                         | — | Ode to My Father                    |
| 20a    | 2015 | Prêmio Especial pela Contribuição ao Desenvolvimento Cinematográfico | Myung Films                                                                                                   | —                                   |
| 21a    | 2016 | Prêmio Especial de Realização                                        | Im Kwon-taek                                                                                                  | —                                   |
| 21a    | 2016 | Prêmio Especial do Público para Melhor Filme                         | — | Spirits' Homecoming                 |
| 22a    | 2017 | Prêmio Especial de Realização                                        | Kim Soo-yong                                                                                                  | —                                   |
| 22a    | 2017 | Prêmio Especial do Público para Melhor Filme                         | — | Train to Busan                      |
| 23a    | 2018 | Prêmio Especial de Realização                                        | Ju Heo-seong, Jang Na-ra                                                                                      | —                                   |
| 23a    | 2018 | Prêmio Especial do Público para Melhor Filme                         | — | Along with the Gods: The Two Worlds |
| 24a    | 2019 | Prêmio Especial de Realização                                        | Jung Jin-woo                                                                                                  | —                                   |
| 24a    | 2019 | Prêmio Especial de Popularidade                                      | Lee Sung-kyung                                                                                                | Miss & Mrs. Cops                    |
| 24a    | 2019 | Prêmio Especial de Popularidade                                      | Uhm Tae-goo                                                                                                   | The Great Battle                    |
| 24a    | 2019 | Prêmio Especial do Público para Melhor Filme                         | — | Extreme Job                         |
| 24a    | 2019 | Prêmio de Roteiro Especial                                           | Moon Shin-goo                                                                                                 | Original Sin                        |
| 24a    | 2019 | Prêmio Asiático de Ator/Atriz                                        | Li Yixiao | Dato'f Sri Eizlan bin Md Yusof      |
| 24a    | 2019 | Prêmio Asiático de Diretor                                           | Vonin | —                                   |
| 24a    | 2019 | Prêmio Asiático para a Categoria Documentário                        | Lee Seung-hyun                                                                                                | A Long Way Around                   |

## Prêmio de Artista Impecável em Filme
| Edição | Ano  | Recipiente    |
| ------ | ---- | ------------- |
| 16a    | 2008 | Yoon Il-bong  |
| 17a    | 2009 | Choi Seok-gyu |
| 18a    | 2010 | Moon Hee      |

## Prêmio Cultural Coreano
| Edição | Ano  | Recipiente     |
| ------ | ---- | -------------- |
| 16a    | 2008 | Shin Hyun-joon |
| 17a    | 2009 | Choi Jung-won  |
| 17a    | 2009 | Jung Joon-ho   |

## Prêmio de Artista Chunsa
| Edição | Ano  | Recipiente        |
| ------ | ---- | ----------------- |
| 2a     | 1991 | Kwon Young-soon   |
| 3a     | 1992 | Kim Il-hae        |
| 4a     | 1993 | Choi Hoon         |
| 5a     | 1994 | Lee Chang-geun    |
| 6a     | 1995 | Im Kwon-taek      |
| 7a     | 1999 | Hwang Moon-pyeong |
| 8a     | 2000 | —                 |
| 9a     | 2001 | —                 |
| 10a    | 2002 | —                 |
| 11a    | 2003 | Jang Dong-hwi     |

## Grande Prêmio (Daesang) Chunsa
| Edição | Year | Recipiente   |
| ------ | ---- | ------------ |
| 16a    | 2008 | Kim Soo-yong |
| 17a    | 2009 | Choi Eun-hee |
| 18a    | 2010 | Lee Dae-geun |